# Northwest-Airlines-Flug 307
Northwest-Airlines-Flug 307 (Flugnummer: NW307, Funkrufzeichen NORTHWEST 307) war ein internationaler Linienflug der Northwest Airlines vom Washington National Airport zum Flughafen Winnipeg mit planmäßigen Zwischenstopps auf dem Detroit Metropolitan Wayne County Airport, dem Flughafen Madison-Dane County, dem Rochester International Airport und dem Minneapolis-Saint Paul International Airport. Am 7. März 1950 verunglückte auf diesem Flug die Martin 2-0-2 N93050 auf dem inländischen Flugabschnitt von Madison nach Minneapolis, nachdem aufgrund der Wetterverhältnisse auf die Zwischenlandung in Rochester verzichtet worden war. Die zu tief geflogene Maschine kollidierte mit Hindernissen und brach wenig später aufgrund einer Schwächung der Flugzeugstruktur in der Luft auseinander. Bei dem Unfall starben alle 13 Insassen der Maschine sowie zwei Personen am Boden.

## Flugzeug
Bei der Maschine handelte es sich um eine 1947 gebaute Martin 2-0-2 mit der Werknummer 9134, die im Juni 1948 neu an die Northwest Airlines ausgeliefert und mit dem Luftfahrzeugkennzeichen N93050 in Betrieb genommen wurde. Das zweimotorige Kurzstreckenflugzeug war mit zwei Propellertriebwerken des Typs Pratt & Whitney R-2800-CB16 Double Wasp ausgestattet.

## Passagiere, Besatzung und Fracht
Den Flug auf dem Flugabschnitt von Madison nach Minneapolis hatten zehn Passagiere angetreten. Es befand sich Fracht mit einem Gesamtgewicht von 817 kg an Bord. Die Besatzung an Bord der Maschine war dreiköpfig, bestehend aus einem Flugkapitän, einem Ersten Offizier und einer Flugbegleiterin. Der Flugkapitän Donald B. Jones war am 8. April 1940 durch die Northwest Airlines angestellt worden. Ab November 1941 wurde er im Flugbetrieb als Erster Offizier eingesetzt und am 1. Februar 1943 zum Flugkapitän befördert. Zusätzlich zu seiner Tätigkeit als Kapitän war er als Prüfkapitän für Maschinen der Typen Douglas DC-3, Douglas DC-4 und Martin 2-0-2 im Einsatz. Der Flugkapitän verfügte über 7.619 Stunden Flugerfahrung, wovon 988 auf die Martin 2-0-2 entfielen. Der Erste Offizier William Tracy McGinn war am 19. Juli 1943 als Erster Offizier eingestellt worden. Seine kommerzielle Pilotenlaufbahn war zwischen dem 6. April 1944 und dem 23. Mai 1946 unterbrochen, da er für diese Zeit für den Einsatz bei den United States Army Air Forces (USAAF) freigestellt wurde. Nachdem er zur Northwest Airlines zurückgekehrt war, absolvierte er im Dezember 1949 eine Fortbildung zum Flugkapitän. Der Erste Offizier verfügte über 2.432 Stunden Flugerfahrung, wovon 585 Stunden auf die Martin 2-0-2 entfielen.

## Unfallhergang
Die Maschine startete um 12:30 Uhr vom Washington National Airport in Richtung Winnipeg, Manitoba, Kanada, mit planmäßigen Zwischenstopps in Detroit, Rochester, Madison und Minneapolis. Mit Ausnahme einer Verspätung von einer Stunde und 23 Minuten in Detroit, die für den Austausch einer Ringdichtung im Hydrauliksystem erforderlich wurde, verlief der Flug bis nach Madison, Wisconsin ohne besondere Vorkommnisse. Nach der Ankunft in Madison wurde das Flugzeug mit 1.010 Gallonen Treibstoff betankt.
Der vor dem Abflug von Madison vorliegende Wetterbericht sagte für das 75 Meilen südöstlich von Minneapolis gelegene Rochester eine Wolkenuntergrenze von 700 Fuß mit einer Sichtweite von fünf Meilen voraus, während für Minneapolis eine Wolkenuntergrenze von 900 Fuß bei einer Sichtweite von einer halben Meile vorausgesagt wurde. Für beide Orte wurden darüber hinaus Nebel und Schneetreiben vorausgesagt. In den Wolken wurden Turbulenzen erwartet und Vereisungsbedingungen über 8.000 Fuß Höhe. Es war geplant, den Flug in einer Höhe von 4.000 Fuß durchzuführen, wobei der planmäßige Stopp in Rochester von den Wetterbedingungen zum Zeitpunkt der Ankunft des Fluges abhängig gemacht wurde. Madison, Wisconsin, und Jamestown, North Dakota, wo die Wetterbedingungen weit über dem Landeminimum lagen, wurden als alternative Flughäfen ausgewiesen. Die Maschine erreichte um 20:23 Uhr den Luftraum über Rochester. Da leichter Eisregen herrschte, wurde beschlossen, die Zwischenlandung auszulassen und nach Minneapolis weiterzufliegen. Zwölf Minuten später meldete die Besatzung routinemäßig dem Flugleitzentrum der Northwest Airlines, dass man sich über Stanton befände, einem Funkfeuer 30 Meilen südlich des Flughafens in Minneapolis. Um 20:41 Uhr kontaktierte die Besatzung die Anflugkontrolle des Flughafens Minneapolis, um die Landefreigabe zu erbitten. Der Fluglotse informierte die Piloten über die Wetterverhältnisse – er teilte ihnen mit, dass sich die Niederschlagsuntergrenze in 900 Fuß Höhe befand, die Sichtweiten zwischen einer halben und einer Dreiviertelmeile schwankten und dass der Wind aus nördlicher Richtung mit 27 Meilen pro Stunde und bis zu 40 Meilen pro Stunde in Böen wehte. Die Flugsicherung informierte die Flugbesatzung, dass es am Flughafen zwei Stromausfälle gegeben hatte und dass, sofern die Funkverbindung abbrechen sollte, dies höchstwahrscheinlich auf einen weiteren Stromausfall zurückzuführen sein würde.
Als die Besatzung meldete, dass sie sich über dem Outer Marker 4,7 Meilen südlich der Schwelle der ILS-gestützten Landebahn 35 befand, wurde die Landefreigabe erteilt. Der Anflug wurde vermutlich trotz der widrigen Wetterbedingungen und der schlechten Sicht im Sichtflug durchgeführt, wobei die Maschine unter den Gleitpfad sank. In einer Höhe von 70 Fuß streifte die Maschine einen Flaggenmast, der sich nahe dem Eingang zum Soldatenfriedhof Fort Snelling in 4.180 Fuß (fast 1,3 Kilometer) Entfernung zur Landebahnschwelle und 650 Fuß westlich der Anfluggrundlinie befand. Danach bog die Maschine nach links ab und überflog den Kontrollturm des Flughafens Minneapolis, welcher sich 1,6 Meilen nördlich des Flaggenmastes befand. Die Maschine flog noch weitere 3,8 Meilen auf ihrem Kurs, bis die linke Tragfläche abbrach und zu Füßen des Washburn-Park-Wasserturms niederging. Der Rest der Maschine stürzte 805 Meter weiter westwärts in 1116 West Minnehaha Parkway zu Boden und schlitterte in ein Wohnhaus. Ein Brand brach aus. Alle 13 Personen an Bord der Maschine sowie ein achtjähriger Junge und ein zehnjähriges Mädchen in dem Haus, die zum Schlafen in ihre Zimmer im Obergeschoss gegangen waren, kamen ums Leben.

## Ursache
Das Civil Aeronautics Board untersuchte den Zwischenfall. Die Ermittler kamen zu dem Schluss, dass der Versuch der Besatzung, den Anflug im Sichtflug durchzuführen, obwohl eindeutig Instrumentenflugbedingungen vorherrschten, dazu geführt hatte, dass die Piloten den Sichtkontakt zu Referenzpunkten am Boden verloren, wodurch es zum Controlled flight into terrain kam.